# Glaciar colgante

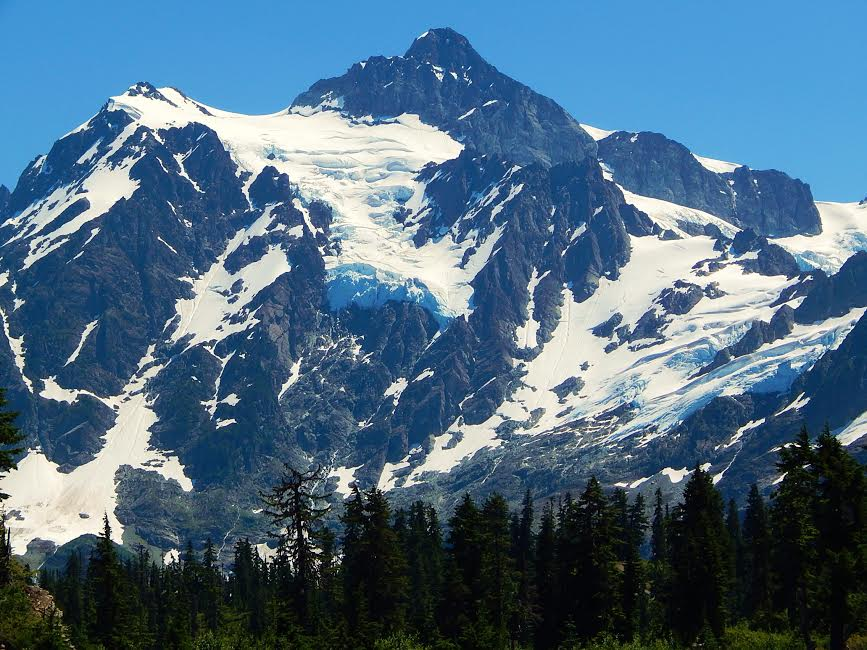
Un glaciar colgante en el monte Shuksan.

Un glaciar colgante es un glaciar que se origina en lo alto de la pared de un valle glaciar y desciende solo una parte del camino hacia la superficie del glaciar principal y se detiene abruptamente, generalmente en un acantilado. Las avalanchas y las cascadas de hielo son los mecanismos de transferencia de hielo y nieve al fondo del valle.
Los glaciares colgantes presentan una inestabilidad intrínseca que puede resultar en desprendimientos de gran magnitud. Generalmente, estos glaciares se encuentran parcialmente congelados hasta su base rocosa, lo que les permite situarse en pendientes pronunciadas. Los eventos de desprendimiento de hielo que generan avalanchas significativas representan un riesgo considerable para las personas, las comunidades y la infraestructura en regiones montañosas a nivel global. La caída de rocas y hielo de un glaciar colgante fue la responsable del desprendimiento de hielo de Kolka-Karmadon en 2002, que mató a 125 personas.

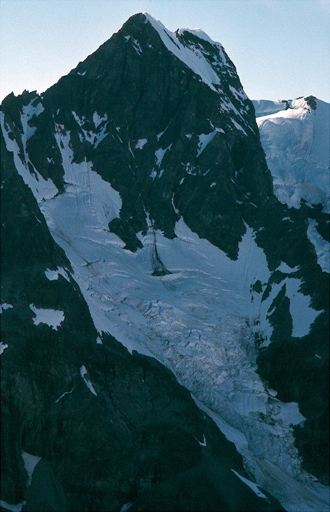
Fotografía aérea oblicua orientada hacia el norte que muestra un pequeño glaciar colgante sin nombre ubicado en las montañas Chugach, cerca del pico Cordova, bosque nacional Chugach, Alaska.

## Formación
Los glaciares colgantes se producen cuando un importante sistema glaciar de valle retrocede y se adelgaza, dejando los glaciares tributarios en valles más pequeños muy por encima de la superficie reducida del glaciar central. Si todo el sistema se ha derretido y desaparecido, los valles altos vacíos se denominan valles colgantes.